# 庫薩鏢鱸
庫薩鏢鱸為輻鰭魚綱鱸形目鱸亞目河鱸科的其中一種，分布於美國Coosa河流域，體長可達7.2公分，棲息在岩石底質的溪流或水池，屬肉食性，以水生昆蟲為食。